# 大橋祐紀
大橋 祐紀（おおはし ゆうき、1996年7月27日 - ）は、千葉県松戸市出身のプロサッカー選手。EFLチャンピオンシップ・ブラックバーン・ローヴァーズFC所属。ポジションはフォワード、ミッドフィールダー。日本代表。

## 来歴

### 学生時代
ジェフユナイテッド千葉のアカデミー出身。千葉県立八千代高等学校を経て中央大学へ進学。
4年次には関東大学サッカーリーグ戦2部でシーズン記録を更新する21得点を挙げ、チームの優勝、1部復帰に貢献した。

### 湘南ベルマーレ
在学中の2018年6月には2019年からの湘南ベルマーレへ加入が内定し、同時に特別指定選手に承認された。同年12月1日、J1最終節の名古屋グランパス戦で途中出場し、Jリーグデビューした。
2019年より湘南ベルマーレに入団した。4月28日、第9節のサガン鳥栖戦でプロ入り初ゴールを決めた。
2023年の開幕節サガン鳥栖戦で自身初のハットトリックを達成、J1開幕戦でのハットトリックは、2006年の柳沢敦と我那覇和樹以来17年ぶり6人目の快挙となった。また、湘南ベルマーレに所属する選手では、1998年の呂比須ワグナー以来25年ぶりのハットトリック達成となった。

### サンフレッチェ広島
2024年から、サンフレッチェ広島に加入。2月23日に行われたエディオンピースウイング広島の公式戦こけら落としとなる浦和レッズとの開幕戦で2ゴールを記録し同スタジアムの公式戦初得点者となり、マジーニョ、ウェズレイに次いで史上3人目・日本人初の2年連続J1リーグ開幕戦での複数得点を達成した。同年7月、海外移籍への準備のため、チームを離脱した。

### ブラックバーン・ローヴァーズFC
2024-25シーズンから、イングランド2部のブラックバーン・ローヴァーズFCに加入した。8月10日のEFLチャンピオンシップ開幕戦、対ダービーのデビュー戦で初ゴールを記録した。

### 日本代表
2024年10月3日、同年10月に行われる2026 FIFAワールドカップ・アジア3次予選に挑む日本代表に初招集された。そして11月15日のインドネシア戦で後半34分に代表デビューを果たした。

## 所属クラブ
- 2003年 - 2005年 常盤平SC（松戸市立牧野原小学校）[2]
- 2006年 - 2008年 柏イーグルス（松戸市立牧野原小学校）[2]
- 2009年 - 2011年 ジェフユナイテッド市原・千葉U-15（松戸市立常盤平中学校）[2]
- 2012年 - 2014年 千葉県立八千代高等学校
- 2015年 - 2018年 中央大学
  - 2018年6月 - 同年12月  湘南ベルマーレ（特別指定選手）
- 2019年 - 2023年  湘南ベルマーレ
- 2024年  サンフレッチェ広島
- 2024年7月 -  ブラックバーン・ローヴァーズFC

## 個人成績
| 国内大会個人成績 | 国内大会個人成績 | 国内大会個人成績 | 国内大会個人成績 | 国内大会個人成績 | 国内大会個人成績 | 国内大会個人成績 | 国内大会個人成績 | 国内大会個人成績 | 国内大会個人成績 | 国内大会個人成績 | 国内大会個人成績 |
| 年度             | クラブ           | 背番号           | リーグ           | リーグ戦         | リーグ戦         | リーグ杯         | リーグ杯         | オープン杯       | オープン杯       | 期間通算         | 期間通算         |
| 年度             | クラブ           | 背番号           | リーグ           | 出場             | 得点             | 出場             | 得点             | 出場             | 得点             | 出場             | 得点             |
| 日本             | 日本             | 日本             | 日本             | リーグ戦         | リーグ戦         | リーグ杯         | リーグ杯         | 天皇杯           | 天皇杯           | 期間通算         | 期間通算         |
| ---------------- | ---------------- | ---------------- | ---------------- | ---------------- | ---------------- | ---------------- | ---------------- | ---------------- | ---------------- | ---------------- | ---------------- |
| 2018             | 湘南             | 37               | J1               | 1                | 0                | 0                | 0                | -                | -                | 1                | 0                |
| 2019             | 湘南             | 24               | J1               | 5                | 1                | 4                | 0                | 0                | 0                | 9                | 1                |
| 2020             | 湘南             | 17               | J1               | 7                | 0                | 2                | 0                | -                | -                | 9                | 0                |
| 2021             | 湘南             | 17               | J1               | 31               | 4                | 3                | 0                | 2                | 0                | 36               | 4                |
| 2022             | 湘南             | 17               | J1               | 23               | 2                | 7                | 1                | 1                | 0                | 31               | 3                |
| 2023             | 湘南             | 17               | J1               | 23               | 13               | 1                | 2                | 2                | 1                | 26               | 16               |
| 2024             | 広島             | 77               | J1               | 22               | 11               | 4                | 4                | 1                | 1                | 27               | 16               |
| イングランド     | イングランド     | イングランド     | イングランド     | リーグ戦         | リーグ戦         | FLカップ         | FLカップ         | FAカップ         | FAカップ         | 期間通算         | 期間通算         |
| 2024-25          | ブラックバーン   | 23               | EFL              | 36               | 9                | 2                | 1                | 0                | 0                | 38               | 10               |
| 通算             | 日本             | 日本             | J1               | 112              | 31               | 21               | 7                | 6                | 2                | 139              | 40               |
| 通算             | イングランド     | イングランド     | EFL              | 36               | 9                | 2                | 1                | 0                | 0                | 38               | 10               |
| 総通算           | 総通算           | 総通算           | 総通算           | 148              | 40               | 23               | 8                | 6                | 2                | 177              | 50               |

- 2018年は特別指定選手

出場歴
- Jリーグ初出場 - 2018年12月1日 J1第34節 vs名古屋グランパス（パロマ瑞穂スタジアム）

## 代表歴

### 出場大会
- 日本代表
  - 2026 FIFAワールドカップ・アジア3次予選（2024年 - 2025年）

### 試合数
- 国際Aマッチ 2試合 0得点（2024年 - ）

| 日本代表 | 国際Aマッチ | 国際Aマッチ |
| 年       | 出場        | 得点        |
| -------- | ----------- | ----------- |
| 2024     | 1           | 0           |
| 2025     | 1           | 0           |
| 通算     | 2           | 0           |

### 出場
| # | 開催日         | 開催地     | 会場                             | 相手           | 結果 | 監督   | 大会                                   |
| - | -------------- | ---------- | -------------------------------- | -------------- | ---- | ------ | -------------------------------------- |
| 1 | 2024年11月15日 | ジャカルタ | ゲロラ・ブン・カルノ・スタジアム | インドネシア   | ○4-0 | 森保一 | 2026 FIFAワールドカップ・アジア3次予選 |
| 2 | 2025年6月5日   | パース     | パース・スタジアム               | オーストラリア | ●0-1 | 森保一 | 2026 FIFAワールドカップ・アジア3次予選 |

## タイトル

### クラブ
中央大学
- 関東大学サッカーリーグ戦2部（2018年）

### 個人
- 関東大学サッカーリーグ戦2部・得点王（2018年）
- 関東大学サッカーリーグ戦2部・ベストイレブン（2018年）